# Aparato fonador

Distintas partes que integran el Aparato/ SistemaFonador

El aparato fonador es el conjunto de órganos del cuerpo humano encargado de generar y ampliar el sonido que se produce al momento de hablar y articular un sonido determinado.
Lo componen tres grupos de órganos que, a su vez, pertenecen a otros sistemas del cuerpo:
- Órganos de respiración (cavidades infraglóticas: pulmones, bronquios y tráquea).
- Órganos de fonación (cavidades glóticas: laringe, cuerdas vocales y resonadores (nasal, bucal y faringe)).
- Órganos de articulación (cavidades supraglóticas: paladar, lengua, dientes, labios y glotis).

Además, el correcto funcionamiento del aparato fonador lo controla el sistema nervioso central, puesto que más allá de la mera fonología está el significado. Específicamente, se sabe que el control del habla se realiza principalmente en el área de Broca, situada en el hemisferio izquierdo de la corteza cerebral.
Para convertirse en sonido, el aire procedente de los pulmones debe provocar una vibración, y la laringe es el primer lugar en que se produce. La laringe está formada por un conjunto de cartílagos y una serie de ligamentos y membranas que sostienen unas bandas de tejido muscular llamadas cuerdas vocales. La tensión, elasticidad, altura, anchura, longitud y grosor de las cuerdas vocales pueden variar, lo que da lugar a diferentes efectos sonoros.
El efecto más importante de las cuerdas vocales es la producción de una vibración audible en los llamados consonantes y vocales sonoras, en contraste con los sonidos sordos, en cuya producción no vibran las cuerdas vocales. En español, todas las vocales y muchas consonantes (m, b, d,...) son sonoras.